# David Albin Zywiec Sidor
Mons. David Albin Zywiec Sidor, O.F.M.Cap. (15. července 1947 East Chicago, Illinois – 5. ledna 2020 Managua) byl americký římskokatolický kněz z řádu Kapucínů a pomocný biskup apoštolského vikariátu Bluefields.

## Život
Narodil se 15. července 1947 v East Chicagu. Je první z pěti dětí Albina Casimira Zywiece a Lillian Grace Sidor Zywiec. Byl pokřtěn v Kostele Svatého Stanislava v East Chicagu. Vystudoval vysokou školu v Semináři Svatého Vavřince v Monte Calvario (Wisconsin). Získal licenciát z filosofie na Vysoké škole Svatého Josefa v Rensselaeru (Indiana) a licenciát z teologie na Pastorální škole Svatého Františka v Milwaukee.
Dne 31. srpna 1965 vstoupil do noviciátu kapucínského řádu v klášteře Svatého Felixe v Huntingtonu. Své první sliby složil 1. září 1966 a věčné sliby 3. září 1971. Na kněze byl vysvěcen 1. června 1974 ve farnosti Sv. Františka v Milwaukee.
Po vysvěcení strávil dva měsíce v pastoračním centru pro hispánce v Racine. Tři a půl měsíce žil s americkými misionáři a začal se připravovat sloužit v Latinské Americe. Dne 3. ledna 1975 přišel do Nikaraguy. První funkce byl v apoštolském vikariátu Bluefields jako farní vikář v Siuně. V letech 1977 až 1981 byl administrátorem Ríos de Bluefields. V roce 1981 byl superiorem kapucínského řádu požádán aby přešel do Konventu Svatého Františka v Cartagu (Kostarika), aby formoval mladé kapucíny k jejich řeholnímu životu. Poté se vrátil zpět do Nikaraguy do Bilwi kde působil jako farní vikář ve farnosti Sv. Petra. Během této doby byl jmenován biskupským vikářem v Mosquitu. V letech 1990–1996 byl regionálním ministrem kapucínů v Nikaragui. Působil také jako farář Katedrály Nuestra Señora del Rosario v Bluefields, administrátor farnosti Sv. Jiří v Chicagu v Illinois, biskupský vikář Jižního vikariátu (apoštolský vikariát Bluefields).
Dne 24. června 2002 jej papež Jan Pavel II. jmenoval pomocným biskupem apoštolského vikariátu Bluefields a titulárním biskupem z Giru Marcelli. Biskupské svěcení přijal 13. září 2002 z rukou kardinála Miguela Obanda Brava a spolusvětiteli byli Jean-Paul Aimé Gobel a Pablo Ervin Schmitz Simon.
Zemřel 5. ledna 2020 na rakovinu mozku ve věku 72 let.